# Mission to Mars
Mission to Mars is een sciencefictionfilm uit 2000 onder regie van Brian de Palma. Hij werd hiervoor genomineerd voor de Razzie Award voor 'slechtste regisseur van 2001'.

## Verhaal
In de toekomst is reizen naar Mars mogelijk en een team wordt naar Mars gestuurd om er gedurende zes maanden de planeet te onderzoeken. Na het ontdekken van een rots die de vorm van een gezicht heeft, wordt het team op vreemde wijze uitgemoord. Een ander team wordt gestuurd om overlevenden te zoeken.

## Ontvangst
De film had een budget van ongeveer 100 miljoen dollar en bracht wereldwijd zo'n 110 miljoen dollar op. Voor Mission to Mars De Palma genomineerd voor een Golden Raspberry Award in de categorie 'Slechtste regisseur'.

## Rolverdeling
| Acteur            | Personage        |
| ----------------- | ---------------- |
| Gary Sinise       | Jim McConnell    |
| Tim Robbins       | Woody Blake      |
| Don Cheadle       | Luke Graham      |
| Connie Nielsen    | Terri Fisher     |
| Jerry O'Connell   | Phil Ohlmyer     |
| Peter Outerbridge | Sergei Kirov     |
| Kavan Smith       | Nicholas Willis  |
| Jill Teed         | Reneé Coté       |
| Elise Neal        | Debra Graham     |
| Kim Delaney       | Maggie McConnell |

## Muziek
De muziek werd gecomponeerd door Ennio Morricone.